# 斯洛比德卡 (卡盧什區)
49°5′3″N 24°30′1″E / 49.08417°N 24.50028°E
斯洛比德卡（烏克蘭語：Слобідка），是烏克蘭的村落，位於該國西部伊萬諾-弗蘭科夫斯克州，由卡盧什區負責管轄，始建於1687年，面積4.44平方公里，2001年人口613，人口密度每平方公里138.1人。